# سهره زرد کوهی
سهره زرد کوهی (نام علمی: Sicalis mendozae) گونه‌ای از پرندگان خانواده فرخندگان است که در غرب آرژانتین یافت می‌شود. زیستگاه‌های طبیعی آن بوته‌زارهای نیمه‌گرمسیری یا گرمسیری با ارتفاع بالا و جنگل‌های پیشین به شدت دگرگون‌شده‌است.